# 不死鳥伝説
『不死鳥伝説』（フェニックスでんせつ）は、山口百恵の21枚目のスタジオ・アルバム。1980年8月21日にCBSソニーよりリリースされた。

## 概要
帯コピー：蘇ると約束するわ 心だけは永遠の生きもの…
シングル「さよならの向う側」と同時発売。この年に引退することが決まっていた百恵にとって最後となる「百恵ちゃんまつり」（新宿コマ劇場）におけるオリジナル・ミュージカル「不死鳥伝説」（阿木燿子脚本）用のアルバムとして制作された。歌詞カードには物語のあらすじが書かれている。ミュージカルの主題は、1980年から19年後の未来に人類が滅亡するという危機が訪れ、百恵の扮する救世主が現れて世界を救うというもので、『ノストラダムスの大予言』をモチーフにした、阿木によるオリジナルのストーリーとなっている。
LPは2枚組で、4面目（2枚目のB面）に曲は収録されておらず、盤に百恵の直筆サインが刻印されている。カセットはミュージカルの曲順通りに構成されており、LPとは曲順が異なる。
2003年6月4日に発売された全オリジナルアルバム22枚を復刻したCD-BOX『MOMOE PREMIUM』には、リマスタリング音源で収録されている。2007年9月30日には更なるマスターサウンド仕様が施された『Complete MOMOE PREMIUM』が発売された。

## 収録曲
| 全作詞: 阿木燿子、全作曲: 宇崎竜童、全編曲: 萩田光雄（注記を除く）。 |                          |          |            |
| #                                                                    | タイトル                 | 作詞     | 作曲・編曲 |
| 1.                                                                   | 「序曲」(作曲：萩田光雄) | 阿木燿子 | 宇崎竜童   |
| 2.                                                                   | 「海から零へ」           | 阿木燿子 | 宇崎竜童   |
| 3.                                                                   | 「不死鳥伝説」           | 阿木燿子 | 宇崎竜童   |
| 4.                                                                   | 「Miss Boy」             | 阿木燿子 | 宇崎竜童   |

| #  | タイトル                           | 作詞 | 作曲・編曲 |
| -- | ---------------------------------- | ---- | ---------- |
| 1. | 「ブラックボール」(作曲：佐々木勉) |      |            |
| 2. | 「テレパシーナ」                   |      |            |
| 3. | 「Who」                            |      |            |
| 4. | 「スペース・トラブル危機一髪」     |      |            |

| #  | タイトル                                       | 作詞 | 作曲・編曲 |
| -- | ---------------------------------------------- | ---- | ---------- |
| 1. | 「ダンシング・スターシャイン」(作曲：萩田光雄) |      |            |
| 2. | 「死と詩 death and poem」                      |      |            |
| 3. | 「さよならの向う側」                           |      |            |
| 4. | 「空から無限大」(作曲：萩田光雄)               |      |            |

カセット
| #  | タイトル                  | 作詞 | 作曲・編曲 |
| -- | ------------------------- | ---- | ---------- |
| 1. | 「序曲」                  |      |            |
| 2. | 「海から零へ」            |      |            |
| 3. | 「Miss Boy」              |      |            |
| 4. | 「死と詩 death and poem」 |      |            |
| 5. | 「テレパシーナ」          |      |            |
| 6. | 「Who」                   |      |            |

| #  | タイトル                       | 作詞 | 作曲・編曲 |
| -- | ------------------------------ | ---- | ---------- |
| 1. | 「ブラックボール」             |      |            |
| 2. | 「ダンシング・スターシャイン」 |      |            |
| 3. | 「スペース・トラブル危機一髪」 |      |            |
| 4. | 「不死鳥伝説」                 |      |            |
| 5. | 「さよならの向う側」           |      |            |
| 6. | 「空から無限大」               |      |            |

## クレジット
ミュージシャン
| - ドラム: 島村英二、市原康 - エレクトリック・ベース: 杉本和弥、岡沢章、富倉安生 - アコースティック・ピアノ: 佐藤準、羽田健太郎、富樫春生 - ハモンドオルガン: 佐藤準 - オベルハイム: 佐藤準、萩田光雄 - アープ・オデッセイ: 佐藤準 萩田光雄 - プロフェット-5: 佐藤準 萩田光雄 - シンセサイザー・オペレーター: 杉原天狗 - エレクトリック・ギター: 松原正樹、芳野藤丸、今剛 - アコースティック・ギター: 吉川忠英、谷浩一 - パーカッション: 斎藤ノブ、ペッカー | - ストリングス: 多グループ、小林グループ - トランペット: 数原晋、岸義和、白山文男 - トロンボーン: 新井英治、岡田澄雄、三田治美、平内治夫 - テナーサックス: 砂原俊二 - フルート: 衛藤幸雄、相馬充、小出道也 - オーボエ: 坂宏之 - ハープ: 山川恵子 - ティンパニー: 白石健一 - バックヴォーカル: 伊集加代子、槙みちる、尾形道子、山口百恵、梅垣達志、萩田光雄、川瀬泰雄 |

スタッフ
| - エグゼキュティブ・プロデューサー: 酒井政利 - プロデューサー: 川瀬泰雄 - ディレクター: 川瀬泰雄 - レコーディング・エンジニア: 前島裕一 - リミキシング・エンジニア: 前島裕一、萩田光雄 - アシスタント・エンジニア: 大野邦彦 | - レコーディング・コーディネーター: 金塚晴子 - アシスタント・ディレクター: 前木幹正 - ミュージシャンズ・コントラクター: 清実正敏 - 写真: 篠山紀信 - ジャケットデザイン: 横尾忠則 |

## 関連作品
- MOMOE PREMIUM
- 山口百恵 22 Original Albums Collection
- Complete MOMOE PREMIUM

## 参考資料
- 川瀬泰雄『プレイバック 制作ディレクター回想記』学研マーケティング、2011年2月。ISBN 978-4054047259。